# SUMCO TECHXIV
SUMCO TECHXIV株式会社（サムコテクシブ、英：SUMCO TECHXIV CORPORATION）は半導体用シリコンウェーハのメーカーである。かつてはコマツの関係会社であったが、2006年10月、TOBによりSUMCOの子会社となった。

## 沿革
- 1960年
  - 4月 - 株式会社小松製作所と株式会社石塚研究所の共同出資により小松電子金属株式会社を設立。多結晶シリコンの生産を開始。
  - 9月 - 多結晶シリコンの外販を開始。
- 1961年6月 - 単結晶シリコンの生産を開始。
- 1962年10月 - シリコンウェーハの外販を開始。
- 1963年8月 - 多結晶シリコンからシリコン・ウェーハまでの一貫生産体制を確立。
- 1965年7月 - モノシランガスの外販を開始。
- 1967年3月 - 鏡面ウェーハとエピタキシャルウェーハの生産を開始。
- 1968年8月 - ニューヨークに駐在事務所を開設。
- 1971年9月 - 拡散ウェーハの生産を開始。
- 1973年8月 - 宮崎県宮崎郡清武町（現・宮崎市）に九州小松電子株式会社を全額出資で設立。
- 1976年11月 - 中性子照射製品の生産を開始。
- 1984年12月 - 大型FZ装置を開発。
- 1985年
  - 1月 - 本社を神奈川県平塚市四之宮へ移転。
  - 10月 - 長崎工場第一期工事完成。エピタキシャル・ウェーハのサンプル生産を開始。
  - 12月 - 5インチFZ単結晶を開発、生産を開始。
- 1987年5月 - アメリカに現地法人KOMATSU SlLICON U.S.A.,INC.を全額出資で設立。
- 1989年7月 - ベルギーのブリュッセルに欧州事務所を開設。
- 1990年8月 - アメリカのUCC&P社の多結晶シリコン事業部門を買収、ASiMI（ADVANCED SlLICON MATERIALS,INC.）を設立。
- 1991年12月 - 本社・平塚工場内にテクニカルセンター竣工。
- 1993年
  - 4月 - 社名を「コマツ電子金属株式会社」に変更。九州小松電子株式会社も「九州コマツ電子株式会社」に社名を変更。
  - 7月 - 平塚工場での多結晶シリコンの製造を停止。
- 1995年
  - 9月 - アメリカオレゴン州にKOMATSU SlLICON AMERICA,INC.を設立。
  - 10月 - 九州コマツ電子株式会社を吸収合併、コマツ電子金属宮崎工場とする。
  - 11月 - 台湾のFormosa Plastics Corporation及びASIA PACIFIC INVESTMENTとの合弁により、FORMOSA KOMATSU SILICON CORPORATIONを設立。
- 1996年
  - 6月 - ベルギーのビルボールドにKOMATSU SlLICON EUROPE N.V.を設立。
  - 10月 - カリフォルニア州にKEM AMERlCA INC.を設立。
- 1997年9月 - 東京証券取引所第2部に上場。
- 1999年
  - 2月 - 平塚工場の本社機能を東京（新橋）及び長崎工場に移転（登記上の本店所在地は神奈川県平塚市）。
  - 3月 - KOMATSU SlLICON AMERICA,INC.を小松製作所に譲渡。
- 2001年1月 - シンガポール事務所を開設。
- 2002年6月 - 登記上の本店所在地を神奈川県平塚市から長崎県大村市に移転。
- 2003年1月 - 本社を本店所在地の長崎県大村市に移転。
- 2004年5月 - 上海事務所を開設。
- 2006年10月18日 - TOBにより、小松製作所を離れSUMCOの連結子会社となる。
- 2007年1月1日 - 商号をSUMCO TECHXIV株式会社に変更、決算期を1月末日に変更。
- 2008年5月26日 - 株式交換によりSUMCOの完全子会社となり、上場廃止。
- 2010年10月1日 - （男子）陸上競技部のチーム名が親会社の社名およびブランドでもある「SUMCO」に登録変更した。

## 事業所
- 本社・長崎工場：長崎県大村市雄ヶ原町1324-2
- 宮崎工場：宮崎県宮崎市清武町木原1112

## スポーツ
- 陸上競技部